# Jurij Lebid'
Jurij Anatolijovyč Lebid' (in ucraino Юрій Анатолійович Лебідь?; Sumy, 2 maggio 1967) è un generale ucraino e comandante della Guardia nazionale dell'Ucraina.

## Biografia
Jurij Lebid' è nato a Sumy dove nel 1988 si è laureato alla Scuola superiore di comando dell'artiglieria. Nel 2004 si è laureato presso l'Università nazionale della difesa Ivan Černjachovskij. Passò da comandante di plotone a comandante del 47º Reggimento Forze Speciali Tigre.

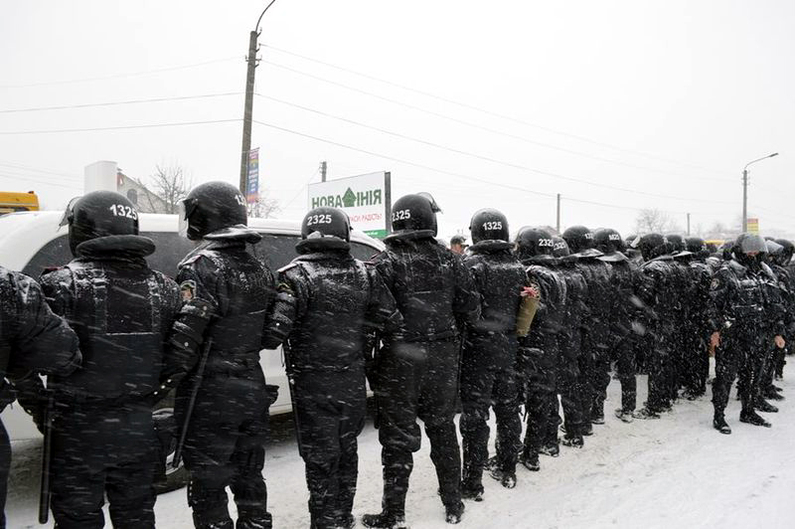
Il "Tigre" schierato a Vasyl'kiv il 9 dicembre 2013

Durante l'Euromaidan, è stato al comando del Reggimento Tigre delle Truppe Interne, che il 9 dicembre 2013 a Vasyl'kiv ha rotto il blocco dei manifestanti che tentavano di impedire l'arrivo delle forze di sicurezza a Kiev.
Nella primavera del 2014 Lebid è stato nominato capo facente funzione del Dipartimento territoriale orientale della Guardia nazionale dell'Ucraina. Il 12 maggio fu rapito a Donec'k da uomini armati mentre stava tornando a casa dal servizio per essere rilasciato una settimana dopo.
Il 13 giugno 2019, il presidente ucraino Volodymyr Zelens'kyj nomina Lebid vice comandante della Guardia nazionale dell'Ucraina.
Il 27 gennaio 2022 è stato nominato Comandante ad interim al posto del generale Mykola Balan, e dal 25 febbraio è Comandante della Guardia nazionale dell'Ucraina.